# Wiesenbauschule Suderburg

Gebäude der Wiesenbauschule nach dem Ausbau 1905

Die Wiesenbauschule Suderburg, gegründet 1853, war eine der ältesten landwirtschaftlichen Bildungseinrichtungen in Norddeutschland. Durch die Entwicklung des „Suderburger Rückenbaus“, eines damals neuartigen Bewässerungssystems, wurde sie auch überregional bekannt. Die Schule wurde später zur staatlichen Ingenieurschule aufgewertet und ging 1971 in der Fachhochschule Nordostniedersachsen auf. Seit 2009 gehört der Standort Suderburg, der bis heute einen Schwerpunkt im Wasserbau hat, zur Ostfalia Hochschule für angewandte Wissenschaften.

## Geschichte
Die Schule wurde im Winter 1853 von 72 Wiesenbauern in Suderburg gegründet. Lehrstoff waren technische Maßnahmen zur Verbesserung der Erträge von Wiesengeländen. Anfangs wurden nur halbjährige Kurse in den Monaten November bis März durchgeführt. Der Unterricht fand zunächst auf verschiedenen Bauernhöfen, später in einer Gastwirtschaft statt. Der erste eigene Schulbau wurde 1898 realisiert. Das Gebäude wurde später um eine Etage aufgestockt und am 1. Oktober 1905 so in Nutzung genommen. Karl Hillmer, Direktor von 1898 bis 1935, war maßgeblich für den Aufstieg der Schule verantwortlich. 1930 erfolgte die Anerkennung als Höhere Fachschule. 
Die Einrichtung wurde im Laufe der Zeit mehrfach umbenannt und aufgewertet: (Staatlich anerkannte Kulturbauschule Suderburg ab 1928, Staatliche Ingenieurschule für Wasserwirtschaft und Kulturtechnik Suderburg (SIS), Niedersächsische Landesbauschule für Wasserwirtschaft und Kulturtechnik) und ging 1971 in der Fachhochschule Nordostniedersachsen (FH NON) auf.

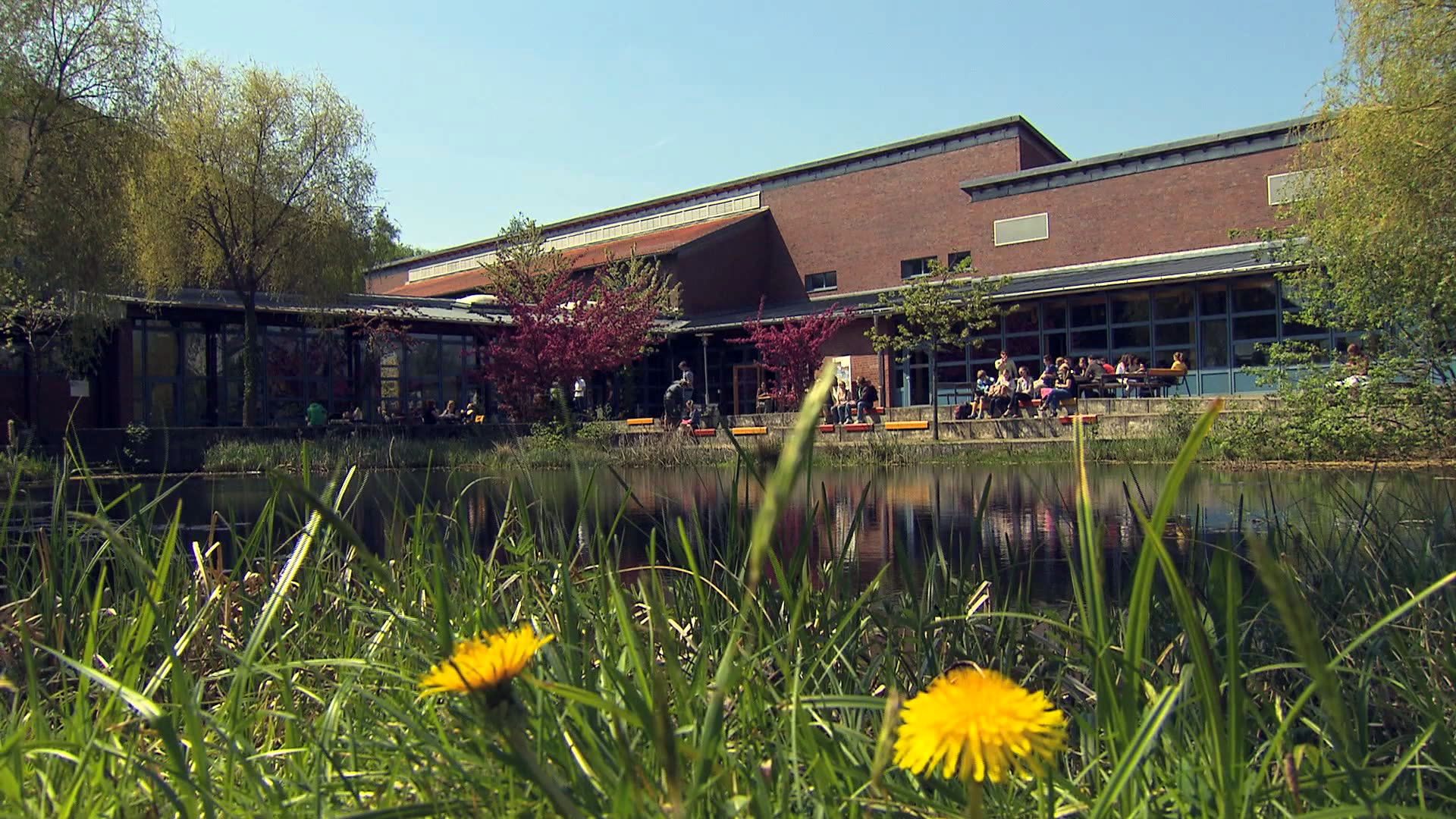
Ostfalia-Campus Suderburg (2015)

Nach der Fusion der FH NON mit der Universität Lüneburg 2005 war der Campus Suderburg bis September 2009 zunächst Teil der Leuphana Universität Lüneburg. Heute gehört sie zur Ostfalia Hochschule für angewandte Wissenschaften (ehemals FH Braunschweig-Wolfenbüttel).
Der Standort Suderburg besitzt als Besonderheit einen voll funktionstüchtigen Zuse Z22R.

## Persönlichkeiten
- Karl Hillmer (1869–1944), langjähriger Direktor der Einrichtung
- Kurt-Dieter Grill (* 1943), Politiker (CDU), Abschluss 1968
- Brigitte Urban, Biologin und Bodenkundlerin,
- Justus Teicke (* 1960), Wasserbauingenieur und Autor, Abschluss 1988